# Органически устав на Източна Румелия
Органическият устав на Източна Румелия е основният закон, който регламентира политическия и обществения живот в областта и нейната автономия в рамките на Османската империя.

## Изработване
Органическият устав е изработен от международна комисия, в която влизат представители на Великите сили и Османската империя. Приет е на 14 април 1879 г.

## Основни положения

### Зависимост от Османската империя
Органическият устав повтаря и утвърждава определението на Берлинския договор за Източна Румелия като автономна провинция под пряката политическа и военна власт на османския султан. Той има правото да пази сухопътните ѝ граници и да вкарва войски в нея, в случай на бунтове и междуособици. Султанът назначава главния управител и началника на източнорумелийската войска (милиция). Той утвърждава законите, приети от местния парламент, и може да го разпуска (по предложение на главния управител).

### Изпълнителна власт
Начело на Източна Румелия стои генерал-губернатор, назначен от османския султан със съгласието на Великите сили. Той управлява с помощта на Частен съвет (Директорат), съставен от началниците на милицията и централните дирекции. Областта е поделена административно на 6 окръга (департамента), 28 околии (кантона), селски и градски общини. Окръзите са с ограничено самоуправление, представено от назначените от централната власт управители (префекти) и главните съвети, избирани в по-голямата си част от местното население. Кметовете се избират от градските съвети, но трябва да бъдат утвърдени от генерал-губернатора.

### Законодателна власт
Законодателният орган на Източна Румелия е Областното събрание. То се състои от 56 депутати, от които 36 избрани от населението, 10 назначени от главния управител и 10 по право. Между сесиите на Областното събрание (което заседава два месеца в годината) законодателната власт и контролът върху изпълнителната се упражняват от 10-членен Постоянен комитет, излъчен от събранието.

### Съдебна власт
Според устава съдиите в Източна Румелия са назначавани от главния управител и са несменяеми. Изключение правят кметовете, изпълняващи съдебни функции, околийските съдилища и съдебните състави по търговски дела. Предвижда се и изграждане на прокуратура към върховния и окръжните съдилища.
Административното правосъдие е поверено на шестте административни съдилища (по едно във всеки окръг), чийто състав се попълва от гражданските съдилища и Областното събрание. Последна инстанция по оспорването на управленски актове е Върховното съдилище за административни тъжби.

### Въоръжени сили
Комисарите на западноевропейските държави видоизменят източнорумелийската милиция, създадена от Временното руско управление, като я превръщат в част от османската армия и я задължават да брани границите на Източна Румелия, а границите на останалите европейски владения на Османската империя – при специфични условия (допускане на християни в османската армия и равноправие между християнските и мюсюлманските военнослужещи). Уставът регламентира подробно командването и структурите на милицията, както и нейната численост, ограничавайки първоначалния ѝ състав.

### Официални езици
Уставът изисква законите, постановленията и присъдите в областта да бъдат издавани едновременно на български, турски и гръцки език. Официалната кореспонденция на генерал-губернатора с османското правителство трябва да бъде водена на турски език. В местната администрация следва да бъде използван езикът, говорен от мнозинството на населението в съответния окръг, околия или община.

### Граждански права и вероизповедание
Органическият устав на Източна Румелия гарантира равенството на всички жители на областта пред закона, свобода на словото, печата, събранията и сдруженията. Освен свободно вероизповедание, той осигурява неотчуждаемост на имотите, освобождаване от данъци и други привилегии на религиозните общини, както и правото им да устройват и издържат училища под държавен надзор.

### Икономически и финансови условия
Като част от Османската империя, Източна Румелия е задължена да внася ежегодно в бюджета на империята данък от 240 000 турски лири и още 5000 лири приходи от митниците, пощите и телеграфа. Железниците в областта остават собственост на империята, а концесионерът (Компанията на Източните железници) запазва пълните си права за експлоатацията им.
Органическият устав задава рамките за стопанското и финансовото управление на областта със създаване на митническа бариера между нея и Княжество България, с въвеждането на поземлен данък вместо десятъка и други изисквания.

## Опити за ревизия след Съединението
През септември 1885 година, в резултат от Съединението на Източна Румелия и Княжество България, Органическият устав е фактически обезсилен. През следващите месеци в Южна България (на територията, спадаща де юре към Източна Румелия) са въведени администрацията и законите на Княжеството, но Великите сили, наложили устава, не приемат отмяната му. С Топханенския акт Княжество България и Османската империя са задължени да съставят смесена комисия, която да предложи на Силите изменения в устава. Комисията се събира в София в края на юли 1886 година, за да обсъди прехвърлянето на правомощията на султана върху княза и на финансовите задължения на Източна Румелия към Високата порта — върху Княжеството. Преговорите са прекъснати от турска страна след преврата от 9 август, при който е свален от власт княз Александър Батенберг.